# Люди, пов'язані з Івано-Франківськом
Нижче наведено список осіб, які народилися, проживали чи працювали деякий час в українському місті Івано-Франківськ (раніше Станиславів, Станіслав), перераховані хронологічно за роком народження. Список не є вичерпним.

## Особи, народжені в Івано-Франківську

### До 1900 року

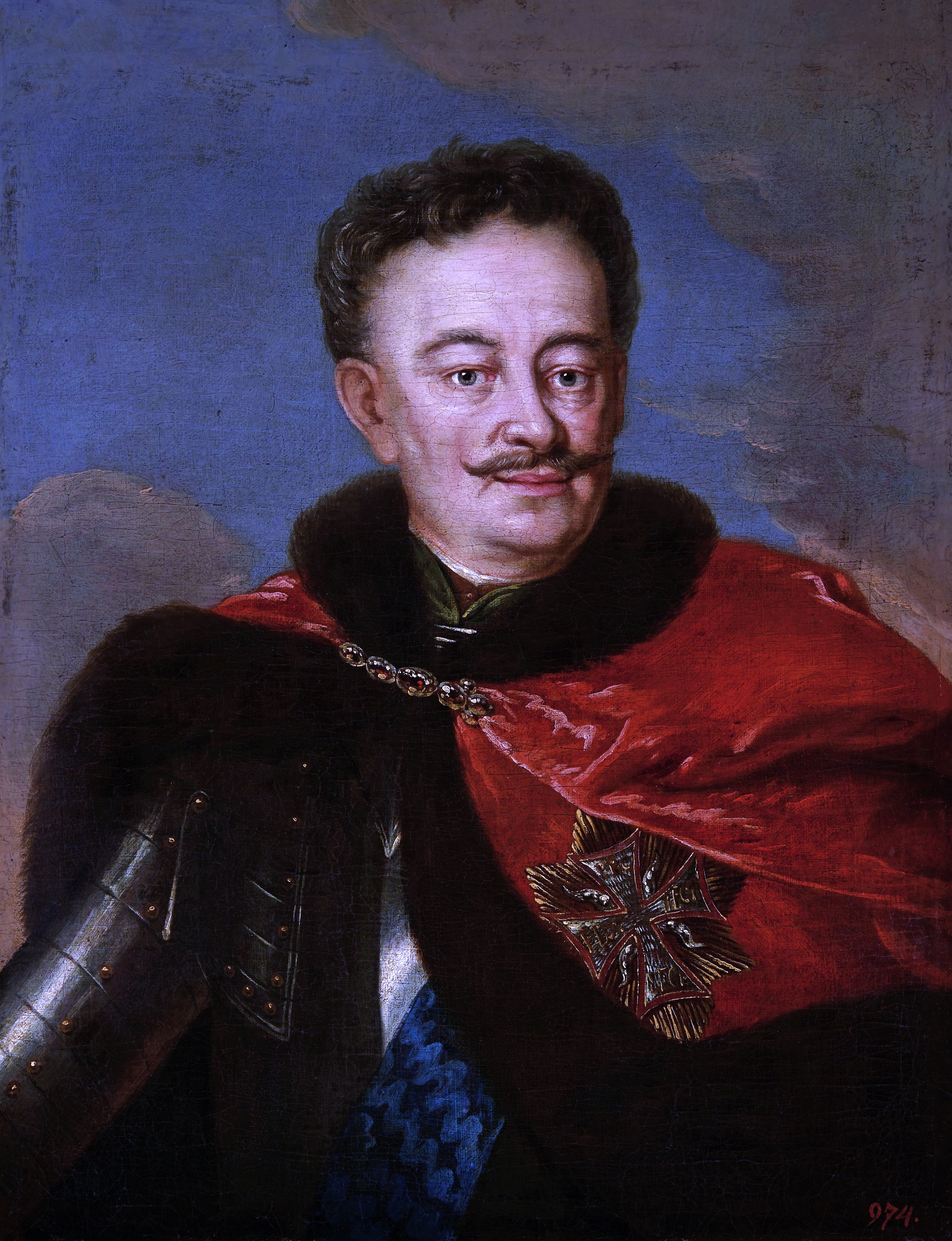
Юзеф Потоцький

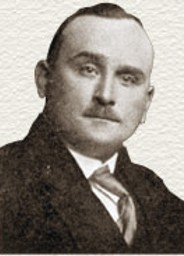
Степан Витвицький

- Юзеф Потоцький (1673—1751), великий гетьман польської корони
- Маврицій Гославський (1802—1834), польський поет і публіцист
- Альбін Дунаєвський (1817—1894), римсько-католицький кардинал
- Агатон Ґіллер (1831—1887), польський історик, публіцист і борець за свободу
- Адольф Робінсон (1838—1920), австрійський оперний співак
- Мойсей Горовиць (1844—1910), театральний письменник ідишем і театральний режисер
- Теодор Цеклер (1867—1949), протестантський керівник і засновник інститутів Цеклера в місті
- Йозеф Чикель[de] (1873—1973), австрійський та польський офіцер
- Альфред Йоган Теофіл Янса фон Танненау (1884—1963), офіцер Збройних сил Австрії
- Степан Витвицький (1884—1965), український юрист, дипломат і політик
- Іван (Слезюк) (1886—1973), єпископ Української греко-католицької церкви
- Якоб Льов[de] (1887—1968), австрійський скульптор і різьбяр по дереву
- Ілля Ватенберг[de] (1887—1952), член Єврейського антифашистського комітету (JAFK)
- Артур Кольник (1890—1972), ілюстратор і художник
- Станіслав Сосабовський (1892—1967), польський генерал у Другій світовій війні
- Єжи Курилович (1895—1978), польський лінгвіст та індогерманіст
- Макс Шур (1897—1969), лікар і психоаналітик, особистий лікар Зігмунда Фрейда з 1928 р.

### З 1901

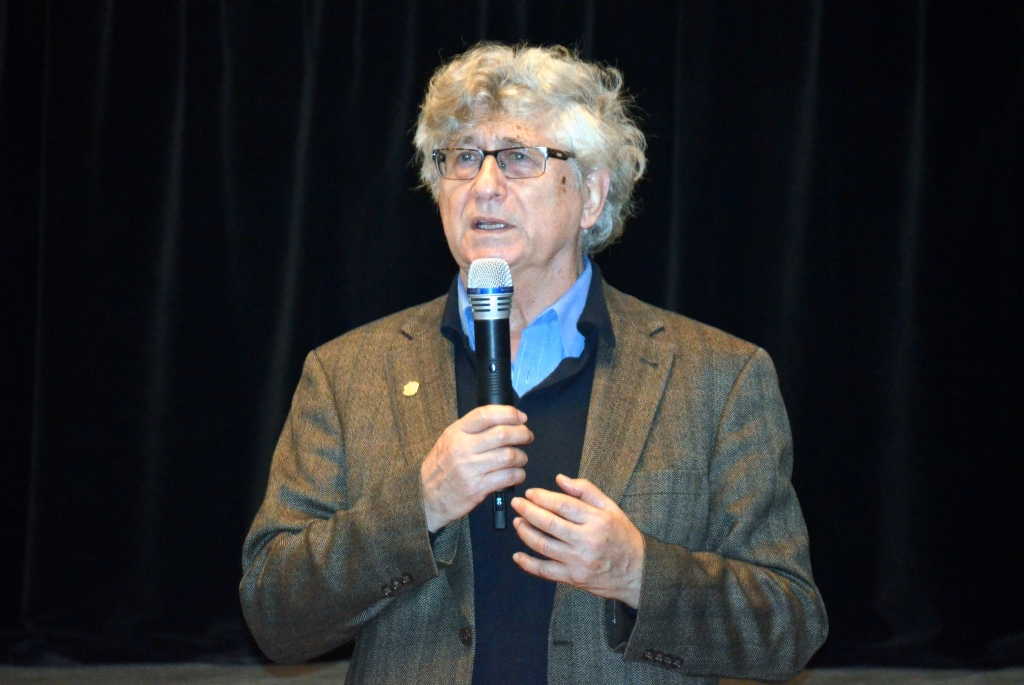
Фелікс Фальк

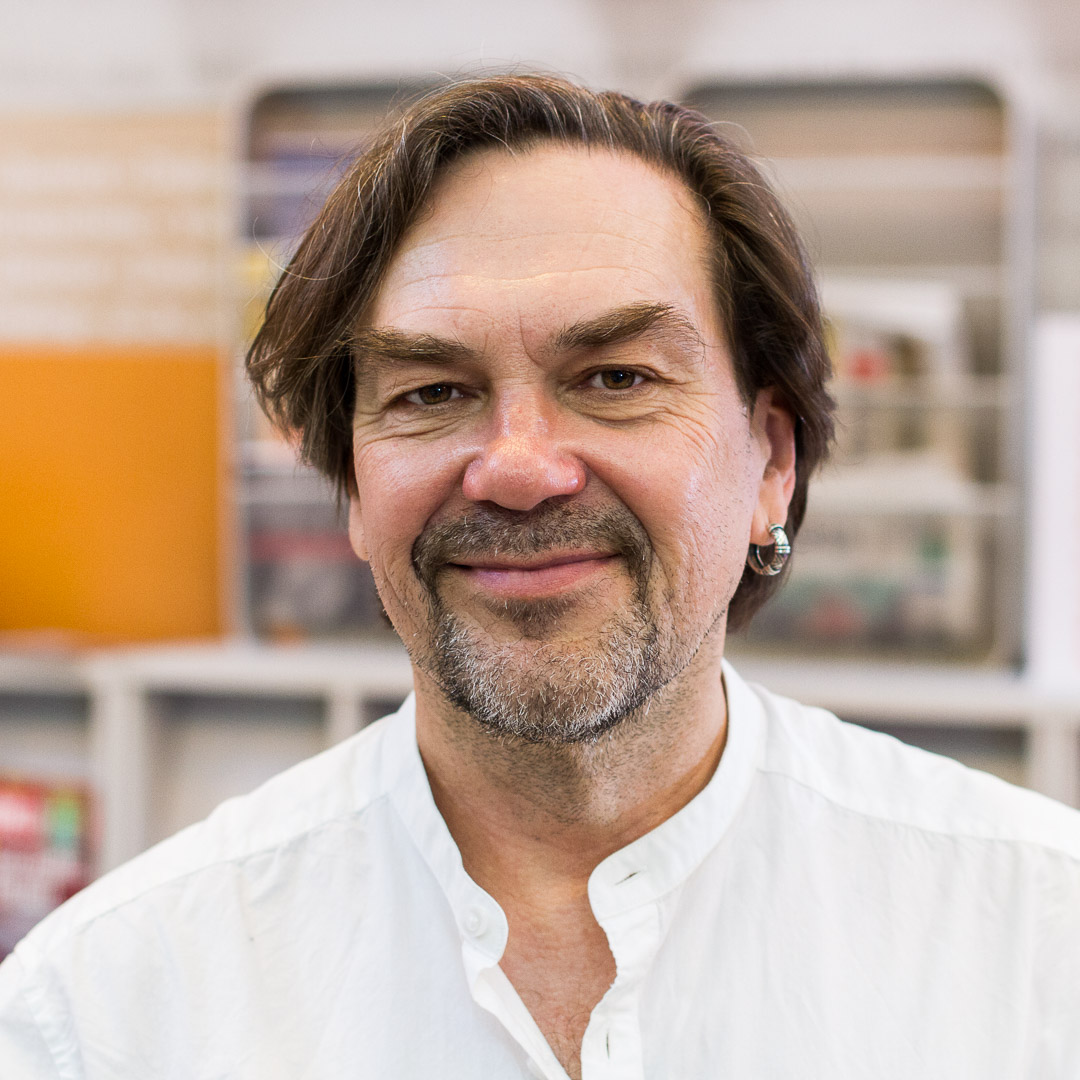
Юрій Андрухович

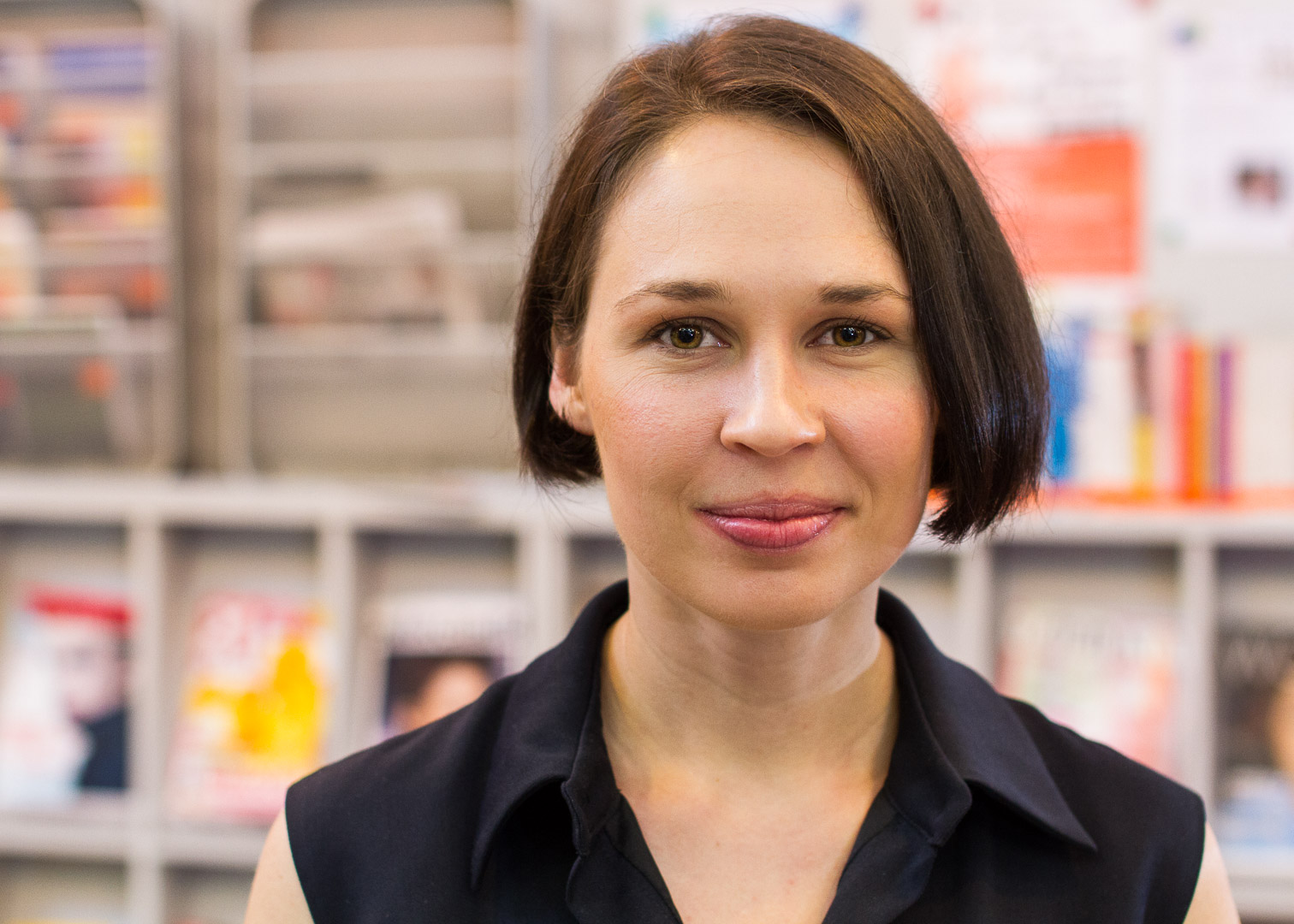
Софія Андрухович

- Крістіан Опденгофф[de] (1902—1975), німецький політик (NSDAP) і лідер СС
- Артур Ф. Бернс (1904—1987), американський економіст і дипломат
- Анджей Воль[de] (1911—1998), польський спортивний соціолог і спортивний філософ
- Манфред Лакс (1914—1993), польський дипломат, суддя Міжнародного суду в Гаазі
- Павло (Василик) (1926—2004), єпископ Української греко-католицької церкви
- Збігнєв Цибульський (1927—1967), польський актор
- Ана Касарес (1930—2007), аргентинська акторка
- Ян Бохенек (1931—2011), польський штангіст
- Даніель Пассент[pl] (* 1938), польський журналіст
- Фелікс Фальк (* 1941), польський кінорежисер, кіно-та театральний сценарист
- Анна Сенюк (* 1942), польська актриса
- Світлана Алексієвич (* 1948), письменниця
- Дмитро (Григорак) (* 1956), греко-католицький єпископ Бучача
- Юрій Андрухович (нар. 1960), український письменник
- Йосафат (Говера) (* 1967), єпископ, екзарх
- Тарас Прохасько (1968), український журналіст і письменник
- Роман Вірастюк (* 1968), український спортсмен-легкоатлет
- Юрко Прохасько (* 1970), український есеїст, германіст, письменник і перекладач
- Тимофій Гаврилів (* 1971), український письменник, блогер, перекладач, літературний теоретик і оглядач
- Євген Нищук (* 1972), український актор, політичний діяч
- Сергій Осович (1973), австрійський спринтер
- Олександр Семчук (* 1976), український скрипаль та викладач музики
- Софія Андрухович (* 1982), українська письменниця, есеїстка і перекладачка
- Таня Малярчук (* 1983), українська письменниця
- Юрій Сич (* 1985), джазовий музикант
- Александер Слабінський (* 1986), британський тенісист
- Христина Стуй (* 1988), українська спринтерка
- Анна Заячківська (* 1991), Міс Україна 2013
- Юрій Василів[de] (* 1993), німецький велосипедист